# 安迪·索恩
安迪·科恩（英語：Andy Thorn，1966年11月12日—）於英格蘭大倫敦薩頓區的卡爾夏登（Carshalton）出生，是一名前足球運動員，司職中堅，退役後擔任領隊。

## 生平

### 球員
科恩出身綽號「狂幫」（Crazy Gang）的溫布頓，他是球會於1988年在英格蘭足總盃決賽擊敗利物浦的奪冠功臣之一。他其後轉投紐卡素及水晶宮，並協助後者晉級1990年足總盃決賽，但於重賽不敵曼聯屈局亞軍。科恩於1994年返回溫布頓，其後北上短暫效力赫斯後，加盟燦美爾直到1998年因膝傷退役，時年僅31歲。

### 教練及領隊
科恩由愛華頓轉投高雲地利擔任首席球探，三年後於領隊（Adrian Boothroyd）因成績差劣遭革職後，與史提夫·夏理遜（Steve Harrison）一同擔任看守職務，並成功為球隊保級，獲邀正式擔任領隊，而史提夫·夏理遜則出任其副手。他在2012/13賽季中只執教三場聯賽就被革職。

## 榮譽
溫布頓
- 英格蘭足總盃冠軍：1987/88年；

水晶宮
- 英格蘭足總盃亞軍：1989/90年；

## 外部連結
- 足球数据库：安迪·科恩的球员统计数据
- 足球資料庫：安迪·科恩的領隊統計數據
- 水晶宮官網傳奇簡介
- 高雲地利官網簡歷